# Birgitta Elisa Oftestad
Birgitta Elisa Oftestad (Oslo, 12 mei 2002) is een Noorse celliste.

## Biografie
Oftestad startte op vijfjarige leeftijd met het bespelen en studeren van cello. Ze speelde al als soliste en kamermuzikant op verscheidende festivals, waaronder het Oslo Kammermusikkfestival en het Kaunas festival.
Tegenwoordig studeert ze aan het Barratt Due musikkinstitutt in Oslo. Ze krijgt hier les van beroemde leraren zoals Tove Sinding-Larsen en Ole Eirik Ree. Sinds 2012 is ze ook deel van de talentengroep van de school.
Begin april 2018 won Oftestad Virtuos, de Noorse preselectie voor het Eurovision Young Musicians. Hierop zal ze Noorwegen vertegenwoordigen op het Eurovision Young Musicians 2018 in Edinburgh.

## Gewonnen prijzen
- Midgardkonkurransen (2012, 2013, 2014, 2015)
- Jonge Muzikanten wedstrijd in Tallinn (2013)
- Sparre Olsen konkurransen (2014)
- Ungdommens Musikkmesterskap (2012, 2014, 2017)
- Virtuos (2018)